# Enrique P. Osés
Enrique Pedro Osés (n. Buenos Aires, Argentina; 29 de junio de 1899 – f. ibídem; 11 de diciembre de 1954) fue un periodista argentino de orientación nacionalista. Se destacó por dirigir los periódicos, El Pueblo, Crisol, El Pampero y la revista Criterio.

## Biografía
Hijo de Juan Osés y de Regina Cassina, Osés fue criado como católico. Tuvo dos hermanos Ángel y Sara Beatriz. Trabajó desde su primera juventud como crítico de arte, actividad que cede paso, paulatinamente, a su labor de periodista combativo. Se casa con Manuela Suárez sin tener descendencia.
Ingresó como redactor al diario El Pueblo, del cual luego sería director a partir de 1925. En 1927 se vinculó a los Cursos de Cultura Católica. Al año siguiente comenzó a colaborar con la revista Criterio. Por pedido del Arzobispado de Buenos Aires asumió en 1930 la dirección de la revista, luego del alejamiento de Atilio Dell'Oro Maini.
Osés se destacó en la década que va de 1931 a 1941. En este período funda y conduce los periódicos Crisol, El Pampero y El Federal, además de otros menores como La Maroma. Durante los primeros años de la Segunda Guerra Mundial sus medios publicaron especialmente aquellas noticias que están relacionadas con las fuerzas armadas y la defensa de la soberanía; el exacerbamiento de lo nacional, especialmente en las efemérides; y partes diarios de la guerra, resaltando las conquistas y las victorias del Eje. Paralelamente se destacan las bajas y la debilidad que presentan las fuerzas aliadas, así como sus posibles rivalidades internas que dificultarían su organización limitando sus objetivos.
Crisol y El Pampero le trajeron más de un problema a Osés, a quien se lo vinculaba con la embajada alemana, no sólo por los fondos para sus periódicos que ésta aportaba, sino como informante durante la segunda guerra. La Comisión Investigadora de Actividades Antiargentinas -un grupo parlamentario antifascista encabezado por el diputado Raúl Damonte Taborda- provocó en varias oportunidades su encarcelamiento.
Enemigo del liberalismo, el capitalismo y el marxismo, las conferencias de cuño ultranacionalista y antisemita que dictó a lo largo y ancho del país, las editó como una serie de folletos titulada Cuadernos Nacionalistas

Nosotros sabemos quienes manejan nuestras finanzas, donde están las fuerzas ocultas que mueven y absorben la economía de la nación. Nosotros conocemos, cómo en los trusts del capital extranjero, se elaboran las leyes argentinas que, de una plumada, entregan las riquezas vitales de la Patria. Nosotros sabemos que mientras se dictan decretos restrictivos de la inmigración entran al país, en solo los últimos seis meses, 30.000 judíos. Nosotros sabemos que reparticiones fundamentales del gobierno, son instrumentos del judaísmo internacional, como sabemos que todo un partido político, puede ser girado por un consorcio extranjero o por cuatro o cinco grandes terratenientes o rentistas.
Cuadernos Nacionalistas.

Sus escritos son: Medios y fines del nacionalismo (1941) y Cuadernos nacionalistas (1941). Su obra escrita se destaca como producción de denuncia y anunciación de la Revolución del 4 de junio de 1943.
Cuando se produjo la Revolución del 43, Osés la abrazó con entusiasmo. Debido a ello dejó de circular Crisol, ya que dicha publicación se trataba de un diario de crítica de la actualidad y con el nuevo gobierno era hora ya de empezar a construir. De todos modos a principios de 1944 el periodista se enemistó con el régimen cuando el dictador Pedro Pablo Ramírez firmó un decreto que llevó a la Argentina a romper relaciones con Alemania y Japón. La dureza con la que El Pampero atacó al gobierno hizo que el diario fuese finalmente clausurado. Osés, poco después, creó El Federal, una publicación de características similares al diario prohibido que duró menos de un año antes de caer en desgracia.
En 1945 Osés se retira a la actividad privada destacándose como empresario papelero a través de la compañía Celulosa Río Segundo S.A. 
Adhirió al peronismo, considerando que este movimiento político estaba llevando a cabo casi todas las consignas planteadas por él en sus libros y periódicos. Su lealtad al nuevo gobierno fue recompensada con un nombramiento como funcionario en el Ministerio de Obras Públicas. En uno de sus últimos escritos en el periódico Firmeza el 20/9/50, Osés se pronuncia al respecto: “El régimen actual (el peronismo) que no se halla en discusión ahora, concretó en realizaciones muchas de las ardientes campañas de El Pampero”.
Falleció en la ciudad de Buenos Aires el 11 de diciembre de 1954.